# یواس‌اس الگنی (۱۸۴۷)
یواس‌اس الگنی (۱۸۴۷) (به انگلیسی: USS Allegheny (1847)) یک کشتی بود که طول آن ۱۸۵ فوت (۵۶ متر) بود. این کشتی در سال ۱۸۴۷ ساخته شد.